# Yermasóyia
Yermasóyia (grec moderne : Γερμασόγεια) est une ville de Chypre ayant une population en 2011 de 13 421 habitants. 

## Étymologie
Le nom Yermasóyia vient des mots saint et mesogeia. Le mot « saint » vient des nombreux temples de la région. Le mot « Mésogée » vient de la proximité de la zone avec la mer.

## Géographie
Elle est située au sud de l'île méditerranéenne Chypre, à l'est de Limassol. La grande ville d'environ 16 kilomètres carrés borde la ville de Agios Athanasios au nord à Akrounda et Mathikoloni et Mouttagiaka. 

## Historique
De nombreuses tombes préhistoriques ont été mises au jour dans la région de Yermasóyia. Cependant, aucune trace d'habitat n'a été trouvée, ce qui fait que l'on ne sait pas quand elle a été peuplée pour la première fois. À l'origine, Yermasóyia a été fondée comme village dans la zone qui comprend aujourd'hui le quartier d'Agia Paraskevi. Selon Louis de Mas Latrie, Yermasóyia était l'un des villages de la Grande Commanderie de l'Ordre du Temple à l'époque de l'occupation franque. Aujourd'hui, le quartier d'Agia Paraskevi est le centre historique de la commune.
L'autre quartier de la commune de Yermasóyia est celui de Potamos, situé en bord de mer. De 1960 à 1974, cette zone a connu un développement sans heurts. Les premières maisons, quelques immeubles et deux hôtels ont été construits. Cependant, l'invasion turque de 1974, qui a entraîné l'occupation de 40 % de Chypre par l'armée turque et l'expulsion de milliers de Chypriotes, a entraîné un développement résidentiel et touristique rapide. Ce développement a commencé sur la façade côtière et s'est poursuivi vers le nord. Depuis les années 1990, Yermasóyia est devenue un centre touristique avec des dizaines d'unités hôtelières et d'entreprises touristiques de divertissement et de loisirs. 